# 高可賢
高可賢（1928年—2005年1月24日），聖名若望，山東博興人，天主教煙台教區地下教會主教。

## 早年與勞改生涯
生於博興縣龐家鎮高廟李村一個信仰虔誠的天主教家庭。因祖輩勤儉治家，故此家庭略微富有。在弟兄姊妹五人中排行最小。早年進周村教區備修院、濟南大修院，直至北京大修院。
1954年3月3日，修院被警方圍困，修院師生受到審查，與多名神父和修士被投進秦城監獄，二十年後被押往中蘇界湖興凱湖中的荒島上勞改。1974年服刑期滿，由於戶口仍在勞改營，被安排在勞改營安排工作為工作人員的子女教英語，然後把錢攢下來送給勞改場負責人，好能換取回家探親的假期。1979年獲准回家探親。

## 晉鐸
及後回到勞改農場，經過思考，翌年再次回到家鄉，去投奔老本堂，當時的教區主教宗懷德。但由於宗要高去北京全國修院學習「愛國理論」，高認為與信仰不符，便拒絕到北京去學習，而宗也拒絕祝聖高為神父。
高可賢後來轉到獻縣，尋找他的同學侯經文神父。到達獻縣後，劉定漢主教也不敢馬上祝聖他為神父，先安排他與修士們在一起裝訂教區印刷的《聖教日課》。因為高可賢在勞改營時患上白癜風，未能及時治療，加上高身材高大，被派出所誤會是外國人。劉主教被問詢後，便讓高另去他處。
高可賢離開獻縣後，心灰意冷。經過祈禱後，他決定去天津西開教堂參與最後一台彌撒，打算回到在勞改營隱遁餘生。1983年8月15日，高可賢參與彌撒時，遇到一位難友。彌撒結束後，二人拜會了李思德主教。當天高可賢就被這位同學祝聖為神父。

## 晉鐸後
晉鐸後高可賢回鄉傳教，但很快為宗懷德和當地警方知悉。宗懷德捎信讓高可賢去北京，警方也到處追捕他。高可賢的親戚感到事態嚴重，就勸他離開山東，免得再次被捕入獄。高在眾人的勸導下，通過萬鳳程神父的介紹到河北邯鄲，隸屬於陳柏廬主教權下服務，成為培養修士的教師。
1988年，賈治國主教邀請高神父到正定教區負責修道院事宜。曹州教區李炳耀於1989年獲祝聖主教後，山東地下教會開始活躍。高神父渴望回鄉傳教，曾數次向賈主教要求回魯，惟不獲批准。1993年5月，高神父向裴榮貴副主教表明心志，獲得允准。

## 晉牧與殉道
1993年9月2日，獲李炳耀主教祝聖為主教，負責周村教區教務。高主教憑著長期在河北服務的影響力，招募了一批生徒到周村晉鐸服務。
1997年，因教廷認可了周村教區馬學聖為合法主教，為避免教區分裂，便委任高可賢為煙台教區主教。1999年11月16日，高主教在平度一教友家中再次被捕，自此失蹤，至2005年1月24日在監禁中去世。遺體火化後，在家鄉各級幹部的參與下，其骨灰埋在其祖塋墓地。